# SCUM Manifesto
SCUM Manifesto (англ. Society for Cutting Up Men — «Маніфест Товариства повного знищення чоловіків») або «Маніфест покидьок» — це анархічно-утопістський маніфест американської радикальної феміністки Валері Соланас, опублікований в 1967 році. Описаний як сатира та пародія в дусі свіфтівської Скромної пропозиції, особливо через паралелі з теорією жіночності Фрейда.
Написаний у викличній, провокативній манері, твір виразно політизував жіночий гнів фемінізму другої хвилі, вказуючи на його причини: патріархат і чоловіків. Для свого часу він був революційною «інструкцією» до радикальної трансформації суспільного ладу. У творі описується, що чоловіки зруйнували світ, а жінки мають його виправити. Для досягнення цієї мети створюється SCUM, організацію, покликану повалити патріархатно-капіталістичне суспільство та усунути чоловічу стать.
Маловідомий до замаху Соланас на життя Енді Воргола 3 червня 1968 року, після нього Маніфест привернув значну увагу громадськості і справив чималий культурний вплив. Передрукований не менше 100 разів англійською, маніфест був перекладений 13 мовами і неодноразово переказувався.
Рефлексія твору феміністками варіює. Ті-Грейс Аткінсон, наприклад, вважала Маніфест обґрунтованою критикою патріархату, інші, такі як Бетті Фрідан, вважали погляди Соланас надто радикальними та поляризованими.

## Назва
Термін «SCUM» з'явився на обкладинці першого видання від Olympia Press у вигляді напису «SCUM» і, як стверджувалося, означав «Товариство повного знищення чоловіків». Соланас заперечувала, наполягаючи, що це не акронім, хоча розширений термін з'явився в рекламі The Village Voice, яку вона вигадала в 1967
Фраза «Society for Cutting Up Men» (укр. «Товариство повного знищення чоловіків») знаходиться на обкладинці самостійного видання 1967 року, після назви. Це видання передує всім комерційним виданням. Крім того, у номері The Village Voice від 10 серпня 1967 року з'явився лист редактору, підписаний Валері Соланас (з SCUM, Західна 23-та вулиця), в якому вона відповідає на попередній лист, підписаний Рут Гершбергер (опублікований у номері від 3 серпня 1967 року), у якому питається, чому жінки не повстають проти чоловіків. Відповідь Соланас гласила: «Я хотіла б повідомити її та інших гордих, незалежних жінок, подібних до неї, про існування SCUM (Суспільство Повного Знищення Чоловіків), нещодавно створеної організації, яка почне свою роботу (і я маю на увазі саме її) протягом декількох тижнів».
Хоча «SCUM» спочатку означало «Society for Cutting Up Men», ця фраза фактично ніде не зустрічається в тексті. Геллер стверджує, що «немає достовірних доказів того, що Соланас мала намір використовувати SCUM як акронім для „Society for Cutting Up Men“». Сьюзан Вейр та ін. стверджують, що саме видавець Соланас Джіродіас заявив, що SCUM був акронімом для «Society for Cutting Up Men», чого Соланас, схоже, ніколи не припускала. Гері Декстер стверджує, що Соланас назвала його «SCUM Manifesto» без крапок після літер у SCUM. Декстер додає: «Написання її зашифрованої назви Жіродіасом було ще одним актом патріархального втручання, спробою володіння».
Слово «SCUM» використовується у тексті щодо певного типу жінок, а не чоловіків. Воно відноситься до владних жінок: «SCUM — домінуючі, захищені, впевнені в собі, неприємні, жорстокі, егоїстичні, незалежні, горді, що шукають гострих відчуттів, волелюбні, зарозумілі самки, які вважають себе здатними керувати всесвітом, які докотилися до меж цього суспільства і готові докотитися до чогось набагато більшого, ніж воно може запропонувати». За словами Авітел Ронелл, те, що «SCUM» замислювався як акронім, було «запізнілим доповненням», яке Соланас пізніше відкинула.

## Історія публікації
Соланас написала SCUM Manifesto між 1965 та 1967 роками. В 1967 вона самостійно випустила перше видання, зробивши дві тисячі копій з мімеографами і продаючи їх на вулицях Гринвіч-Вілледж в Нью-Йорку. Соланас брала з жінок по 1 долару, а з чоловіків по 2. До весни наступного року було продано близько 400 екземплярів. У серпні 1967 року Валері Соланас підписала видавничий контракт з Морісом Жиродіасом на випуск роману і попросила його прийняти замість нього SCUM Manifesto того ж року.
Перше комерційне видання «Маніфесту» було опубліковане видавництвом Olympia Press у Нью-Йорку у 1968 році. До нього увійшли передмова Моріса Жіродіаса та есе Wonder Waif Meets Super Neuter Пола Красснера. Згідно з Янсеном, між виданням Olympia Press 1968 року і оригінальною версією, виданою Соланас на мімеографі, є тонкі відмінності. В інтерв'ю The Village Voice Соланас прокоментувала видання Olympia Press, поскаржившись, що «жодне із виправлень… [які вона] хотіла внести, не були включені, і що було зроблено багато інших змін у формулюваннях — усе на гірше — і що було багато „типографських помилок“: слова і навіть розширені частини речень були пропущені, роблячи уривки, в яких вони мали бути, безладними». В 1977 Соланас самостійно опублікувала «правильне» видання, яке було ближче до оригінальної версії і включало вступ, написаний нею.
SCUM Manifesto був перевиданий щонайменше 10 разів англійською і перекладений хорватською, чеською, фінською, французькою, німецькою, івритом, італійською, іспанською, шведською, турецькою, португальською, нідерландською та данською. Він також був опублікований у кількох феміністських антологіях, включаючи Sisterhood is Powerful: An Anthology of Writings From The Women's Liberation Movement (1970), збірці радикальної феміністської літератури під редакцією Робін Морган. Verso Books опублікували видання в 2004 році з передмовою феміністського філософа Авіталь Ронелл. Джон Пуркіс і Джеймс Боуен описують SCUM Manifesto як «памфлет, який став однією з довготривалих багаторічних анархістських публікацій».
Сестра Соланас, Джудіт А. Соланас Мартінес, за повідомленнями, є правовласницею SCUM Manifesto з 1997.

## Зміст
Маніфест відкривається наступною декларацією:
|  | «Життя» в цьому «суспільстві», у кращому випадку, повна нудьга, і жоден аспект «суспільства» не має жодного відношення до жінок, тому цивільно налаштованим, відповідальним, спраглим гострих відчуттів жінкам залишається тільки повалити уряд, ліквідувати грошову систему, запровадити повну автоматизацію та знищити чоловічу стать. |

Валері Соланас починає з викладу теорії розгляду чоловіка як «неповноцінної жінки», генетично неповноцінної через Y-хромосому. Відповідно до  Соланас, цей генетичний недолік змушує чоловіка бути емоційно обмеженим, егоцентричним та нездатним до душевної пристрасті чи справжньої взаємодії. Вона описує чоловіка як позбавленого емпатії і нездатного ставитися до чогось, крім власних фізичних відчуттів. Далі в «Маніфесті» стверджується, що чоловік проводить своє життя у спробах стати жінкою і цим подолати свою неповноцінність. Для цього він постійно шукає жінку, спілкується з нею і намагається жити через неї і злитися з нею. Соланас відкидає теорію Фрейда про заздрість до пеніса і стверджує, що чоловіки мають «заздрість до кицьки». Після чого Соланас звинувачує чоловіків у перетворенні світу на купу лайна і представляє список претензій.
Основна частина «Маніфесту» складається зі списку критичних зауважень на адресу чоловіків та патріархату. Вони поділені на такі розділи:
- Війна;
- Приємність, ввічливість та «гідність»;
- Гроші, шлюб та проституція, робота та запобігання автоматизованому суспільству;
- Батьківство та психічні розлади (страх, боягузтво, боязкість, смиренність, невпевненість, пасивність);
- Придушення індивідуальності, анімалізм (домашнє господарство та материнство) та функціоналізм;
- Запобігання приватності;
- Ізоляція, передмістя та запобігання спільноті;
- Конформність;
- Влада та уряд;
- Філософія, релігія та мораль на основі статі;
- Забобони (расові, етнічні, релігійні тощо);
- Конкуренція, престиж, статус, формальна освіта, невігластво та соціально-економічні класи;
- Запобігання розмовам;
- Запобігання дружбі та любові;
- «Велике мистецтво» та «культура»;
- Сексуальність;
- Нудьга;
- Секретність, цензура, придушення знань та ідей, викриття;
- Недовіра;
- Потворність;
- Ненависть та насильство;
- Хвороби та смерть.

У зв'язку з перерахованими проблемами, Маніфест висновує, що знищення чоловічої статі є моральним імперативом. Він також стверджує, що жінки повинні замінити «систему грошової праці» системою повної автоматизації, оскільки це призведе до краху уряду і втрати влади чоловіків над жінками.
Для досягнення цієї мети в Маніфесті пропонується сформувати революційний авангард жінок. Цей авангард називається SCUM (Товариство повного знищення чоловіків). У Маніфесті стверджується, що SCUM має використовувати тактику саботажу та прямої дії, а не громадянської непокори, оскільки громадянська непокора корисна лише для невеликих змін у суспільстві. Для того, щоб зруйнувати систему, необхідні насильницькі дії:
|  | Якщо SCUM колись вийде на марш, то це буде над тупим, нудотним обличчям президента; якщо SCUM колись завдасть удару, то це буде в темряві з шестидюймовим лезом. |

Наприкінці Маніфесту описується утопічне майбутнє з переважанням жінок, у якому, зрештою, немає чоловіків. Не буде грошей, а хвороби та смерть будуть ліквідовані. У Маніфесті стверджується, що чоловіки безрозсудно захищають існуючу систему і повинні прийняти необхідність її знищення.

## Сприйняття та інтерпретація
Різні критики, вчені та журналісти аналізували «Маніфест» та висловлювання Соланас про нього.
За словами проф. Джеймса Мартіна Гардінга, вона «запропонувала» «радикальну програму». Професорка Дана Хеллер сказала, що у авторки було «анархічне соціальне бачення», а в «Маніфесті» були «майже утопічні теорії» та «утопічне бачення світу, в якому механізація та системи масового (ре)виробництва зроблять роботу, сексуальні відносини та грошову систему застарілими».
Відповідно до рецензента Village Voice Б. Рубі Річ, «SCUM був безкомпромісним глобальним баченням», яке критикувало чоловіків за багато недоліків, включаючи війну і нездатність лікувати хвороби; багато, але не всі пункти були «досить точними»; деякі види жінок також піддавалися критиці, за умови, що жінки змінюються, коли чоловіків немає поряд; а секс (у сенсі сексуальність) критикувався як «експлуататорський». За словами Джанет Лайон, Маніфест «протиставляв… „звільнених“ жінок… жінкам із „промитими мізками“».
Феміністська критикиня Жермен Грір зазначила, що Соланас стверджувала, що обидві статі відокремлені від своєї людяності і що чоловіки хочуть бути схожими на жінок. Еліс Еколс сказала, що «Маніфест» формулює гендер як абсолютний, а не відносний.
Геллер стверджує, що «Маніфест» показує відокремлення жінок від основних економічних та культурних ресурсів і, через психологічну підпорядкованість чоловікам, увічнення жінками цього відчуження. Роберт Марморштейн з Village Voice сказав, що основне послання «Маніфесту» включає те, що «чоловіки зіпсували світ» і «більше не потрібні (навіть біологічно)». Янсен повідомляла, що Соланас вважала чоловіків «біологічно неповноцінними». Згідно з Лаурою Вінкіл, «Маніфест» хоче, щоб гетеросексуальний капіталізм був повалений і засоби виробництва перейшли до рук жінок. Річ і Янсен говорили, що в майбутньому технології та наука будуть вітатись.
Янсен описує план створення жіночого світу як переважно ненасильницький, заснований на тому, що жінки не беруть участі в існуючій економіці і не мають нічого спільного з чоловіками, тим самим придушуючи поліцейські та військові сили, а якщо солідарність серед жінок виявиться недостатньою, деякі жінки зможуть зайняти робочі місця та «не працювати», викликаючи системний колапс; і описує план, як, усунувши гроші, не буде необхідності позбуватись чоловіків. Янсен і Вінкіл вважають, що Соланас уявляла світ тільки для жінок. Репортери Daily News Френк Фасо та Генрі Лі через 2 дні після замаху Соланас на Воргола повідомили, що Соланас «виступає за одностатевий світ, вільний від чоловіків». Вінкіл вважає, що «Маніфест» уявляє собі насильницький революційний переворот, здійснений жінками. Професорка Джинетт Кастро вважає, що «Маніфест» був «феміністським статутом насильства», що підтримує терористичну істерію. Згідно з Янсеном, Соланас представляла чоловіків як тварин, яких переслідуватимуть і вбиватимуть як здобич, причому вбивці будуть використовувати зброю як «фалічні символи, звернені проти чоловіків». Річ, Кастро, рецензентка Клер Дедерер, Фрідан, проф. Дебра Діана Девіс, Дебора Сігел, Вінкіл, Марморштейн і Грір припустили, що план Соланас в основному полягав у знищенні чоловіків, у тому числі шляхом вбивства чоловіками один одного, хоча Річ і припускала, що це може бути свіфтівською сатирою і що перепідготовка чоловіків була альтернативою в «Маніфесті», Кастро не сприймав знищення чоловіків як серйозне, а Марморштейн включав як методи злочинний саботаж чоловіків.
Згідно з Янсеном, Соланас закликала до відтворення тільки репродуктивних жінок, і навіть усіх жінок, коли проблеми старіння і смерті будуть вирішені так, що наступне покоління більше не знадобиться.
Хоча, за словами Лайон, «Маніфест» нешанобливий і дотепний, за словами Дебори Сігел «Маніфест» «сформулював лють лисої жінки», а Янсен доповнює, що «Маніфест» «шокує» і захоплює дух. Річ описала Соланас як «загін випаленої землі», а Сігел каже, що позиція була «екстремальною» і «відбивала більш загальне невдоволення ненасильницьким протестом в Америці в цілому». Річ каже, що «Маніфест» вивів назовні «розпач і гнів» жінок і просунув фемінізм, і, за словами Вінкіл, радикальний фемінізм у США виник завдяки цьому «оголошенню війни проти капіталізму та патріархату». Геллер вважає, що «Маніфест» є в основному соціалістично-матеріалістичним. Еколс стверджує, що Соланас була «неприкритою женоненависницею», а люди, пов'язані з Енді Ворголом і різними ЗМІ, бачили в ній «чоловіконенависництво».

### Як пародія та сатира
Лаура Вінкіл, доцентка англійської мови в Колорадському університеті в Боулдері, стверджує, що «Маніфест пародує виставу патріархального соціального порядку, від якого він відмовляється». Вінкіл далі припускає, що «Маніфест» — це «незаконне уявлення, глузування з „серйозних“ мовних актів патріархату». Жінки SCUM висміюють те, як певні чоловіки керують світом і узаконюють свою владу, стверджує Вінкіл. Аналогічно соціологиня Жинетт Кастро заявляє:
|  | Якщо ми розглянемо текст більш уважно, то побачимо, що його аналіз патріархальної реальності є пародією […] психоаналітичної теорії: біологічна випадковість, неповноцінна стать, «заздрість до пеніса», яка перетворилася на «заздрість до кицьки», і так далі […]. …] Тут ми маємо випадок, коли абсурд використовується як літературний прийом для викриття абсурду, тобто абсурдної теорії, яка була використана для надання «наукової» легітимності патріархату […] А як щодо її пропозиції, чоловіків слід просто усунути, щоб позбутися мертвого вантажу женоненависництва та маскулінності? Це неминучий висновок феміністського памфлету, подібно до того, як пропозиція Джонатана Свіфта про те, що ірландські діти (як непотрібні роти) мають бути згодовані свиням, було логічним завершенням його гіркого сатиричного памфлету, який протестує проти голоду в Ірландії. Жодну з цих двох пропозицій не слід сприймати всерйоз, і кожна з них відноситься до галузі політичної або навіть наукової фантастики, написаної у відчайдушній спробі пробудити суспільну свідомість. |

Письменниця Чавіса Вудс дотримується подібної думки: «SCUM Manifesto — це шедевр літературного протестного мистецтва, який часто неправильно читають. Більшість його — це фактично переписування за пунктами багатьох праць Фрейда. Це пародія».
Джеймс Пеннер читає маніфест як сатиричний текст. Він стверджує: «Як і інші феміністські сатири, SCUM Manifesto намагається політизувати жінок, атакуючи певні чоловічі міфи, що вкоренилися в американській популярній культурі». Він додає: «Як твір сатири, SCUM Manifesto риторично ефективний, оскільки він деконструює прийняті читачем уявлення про мужність і жіночність».
Професор англійської мови Карл Сінглтон відзначає «обурливий характер» маніфесту і психічну нестабільність Соланас, що зростає, що, на його думку, змусило багатьох людей поставитися до тексту тривіально. Сінглтон додає: «Інші розглядали документ як форму політичної сатири в стилі „Скромної пропозиції“ Джонатана Свіфта».
Подібним чином Янсен порівняла його з «Скромною пропозицією», назвавши його «сатиричним блиском» і назвавши Соланас «крутою і смішною». Бюлетень Проекту транснаціональних досліджень повторює порівняння з Джонатаном Свіфтом, заявляючи: «Поширеніша стратегія — читати „Маніфест“ як приклад політичної фантастики або пародії в дусі Джонатана Свіфта». У вересні 1996 року Чарльз Аарон у журналі Spin назвав SCUM Manifesto «бунтарською, дофеміністською сатирою».
Режисерка Мері Геррон назвала маніфест «блискучою сатирою» і описала його тон як «дуже смішний». За словами Рубі Б. Річ із The Village Voice, робота, можливо, була «сатирою» і могла бути прочитана як «буквальна або символічна». Лаура Вінкіл писала: «Гумор і гнів сатири запрошує жінок створити цей феміністський сценарій, взявши на себе ролі політично перформативних жінок SCUM».
Пол Красснер, який був особисто знайомий із Соланас, назвав маніфест «змученим документом патологічного прозелітизму з випадковими нотками ненавмисної сатири».
Перший видавець Соланас, Моріс Жіродіас, вважав його «жартом» і описав маніфест, за словами Дж. Гобермана, як «свіфтівську сатиру на розпусну поведінку, генетичну неповноцінність і кінцеву марність чоловічої статі».
Згідно зі статтею 1968 року в Daily News, «ті, хто зізнається, що знає Валері, кажуть, що вона не жартує… [але] що в глибині душі їй подобаються чоловіки». У 1968 році в розмові з Марморштейном вона охарактеризувала себе з приводу «SCUM-ідей» як «абсолютно серйозну». Олександра ДеМонте, однак, стверджує, що Соланас «пізніше заявила, що її маніфест був просто сатирою».

## Організація SCUM

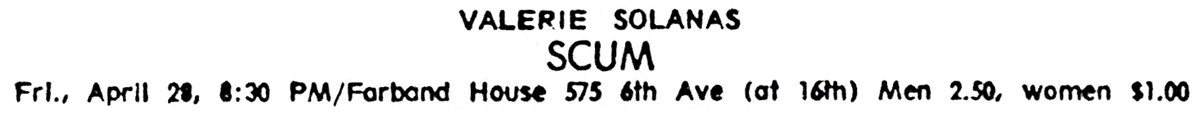
Оголошення, розміщене Соланас у газеті The Village Voice, 27 квітня 1967 року

Валері Соланас організувала «публічний форум з SCUM», на який прийшло близько 40 осіб, переважно чоловіки, яких вона назвала «гадами» та «мазохістами»; крім неї, в SCUM не було членів. За словами Грір, «є мало доказів того, що SCUM коли-небудь функціонувало», окрім як під керівництвом Соланас.
В інтерв'ю 1977 року для The Village Voice Соланас заявила, що SCUM — це «просто літературний прийом. Немає жодної організації під назвою SCUM — ніколи не було, і ніколи не буде». Соланас сказала, що вона «думала про це як про стан розуму…». … [в тому сенсі, що] жінки, які думають певним чином, знаходяться в SCUM. [і] [чоловіки, які думають певним чином, перебувають у чоловічому відділенні SCUM».

## Вплив
Маніфест, за словами Джанет Ліон, є «сумно відомим і впливовим» і був «одним із найраніших … [і] одним із найрадикальніших» трактатів, створених «різними напрямками американського руху за звільнення жінок». За словами Ліон, «до 1969 він став свого роду біблією» для організації Cell 16 в Бостоні. Згідно зі статтею Артура Голдвага в 2012 році в блозі Southern Poverty Law Center Hatewatch, «Соланас, як і раніше, багато читають і цитують у деяких феміністських колах». Хеллер заперечує, чи слід вважати «Маніфест» феміністською класикою, оскільки «Маніфест» відкидає ієрархію величі, але, за її словами, він «залишається впливовим феміністським текстом».

### Жінки та замах
Лаура Вінкіл стверджує, що постріли Соланас в Енді Воргола та Маріо Амайя були безпосередньо пов'язані з «Маніфестом». Після замаху на Воргола Соланас сказала репортерові: «Прочитайте мій маніфест, і він розповість вам, що я таке». Хеллер, однак, стверджує, що Соланас «не передбачала жодного зв'язку між маніфестом і вогнепальним замахом». Хардинг припускає, що «у двозначній заяві Соланас репортерам немає чіткої свідчення про те, що зміст маніфесту пояснить специфіку її дій, по крайнього заходу, над сенсі надання сценарію їм». Хардинг розглядає «Маніфест» як «продовження, а не джерело перформативних актів, навіть таких насильницьких, як замах на Воргола».
Вінкіл стверджує, що революціонерка Роксана Данбар переїхала до США, «переконана в тому, що почалася жіноча революція», сформувавши Cell 16 з програмою, заснованою на Маніфесті. За словами Уїнкіл, хоча Соланас була «обурена» тим, що жіночий рух «привласнив» Маніфест, «постріл [в Воргола] представляв праведний гнів феміністського руху проти патріархату», а Данбар і Ті-Грейс Аткінсон вважали Маніфест початком «революційного руху», Аткінсон (за словами Річ) назвала Соланас «першою видатною захисницею прав жінок» і, можливо (за словами Грір), була «радикалізована» мовою Маніфесту для того, щоб залишити Національну організацію жінок (NOW), і (за словами Вінкіл) жінки заснували організацію на підтримку Соланас.
Соланас вважалася надто психічно хворою і надто пов'язаною з Ворголом, за словами Грір, «щоб її послання не було перекручено». За словами професора Девіса, Маніфест був «предтечею» як «заклик до зброї серед прагматичних американських феміністок» і «користувався … широкою сучасною популярністю». Відповідно до Вінкіл, Маніфест «був… впливовий у поширенні „жіночої культури“ та лесбійського сепаратизму», а також «приписується початком руху проти порнографії». Бетті Фрідан виступила проти Маніфесту як поганого зразка для феміністського руху та NOW.

### Фільм
«Маніфест покидьків» був адаптований до короткометражного фільму 1976 року режисера Кароль Руссопулос із Дельфіною Сейріг. У фільмі Сейріг читає кілька уривків із французького перекладу маніфесту Соланас.
Пізніше Енді Воргол сатирично зобразив всю цю подію в наступному фільмі «Жінки в бунті», назвавши групу, подібну до S.C.U.M Соланас, «P.I.G» (укр. «Політично залучені дівчата»).
Творчість Соланас та її відносини з Ворголом показані у фільмі 1996 року «Я стріляла в Енді Воргола», значна частина якого присвячена маніфесту SCUM та суперечкам Соланас з Ворголом про авторство.

### Телебачення
В епізоді «Viva Los Muertos!» анімаційного комедійного телесеріалу «Брати Вентура» з'являється персонаж на ім'я Вел, який прямо цитує «Маніфест покидьків» протягом усього епізоду.
«Маніфест покидьків» був представлений як центральний елемент у телесеріалі каналу FX «Американська історія жаху: Культ», вперше з'явившись в епізоді «Валері Соланас померла за ваші гріхи: Покидьки», який вперше вийшов в ефір 17 жовтня 2017 року. Вигадана версія Валері Соланас, яку зіграла актриса Ліна Данем, декламувала маніфест протягом усього епізоду.

### Музика
Соланас процитовано у примітках до дебютного альбому Manic Street Preachers Generation Terrorists. Соланас безпосередньо надихнула Manic Street Preachers на пісню «Of Walking Abortion» з їхнього третього альбому The Holy Bible, причому назва пісні взята з роботи Соланас. Ліверпульський панк-гурт Big in Japan написав пісню «Society for Cutting Up Men», безпосередньо натхненну маніфестом; італійський прогресивний рок-гурт Area — International POPular Group також присвятив маніфесту Соланас пісню під назвою SCUM, яка з'явилася в їхньому п'ятому альбомі Maledetti (Maudits). Британська група SCUM була названа на честь маніфесту. На альбомі Matmos 2006 The Rose Has Teeth в Mouth of a Beast один з треків — Tract for Valerie Solanas — містить витяги з маніфесту SCUM. Британський альтернативний гурт Young Knives 25 грудня 2017 року також випустив пісню під назвою «Society for Cutting Up Men».

### Комп'ютерна анімація
Маніфест SCUM був включений до набору комп'ютерних художніх провокацій Micro Arts Group (Велика Британія) у 1984 році. В анімації «Система роботи з грошима» були показані деякі твердження «Маніфесту покидьків» та сумна людина, яка їх переживає. Ця анімація була запрограмована для домашніх мікрофонів і поширювалася на касетах, а пізніше системою телетексту Prestel у Великої Британії на національних телевізорах. Prestel був попередником Інтернету.